# Alchornea occidentalis
Alchornea occidentalis är en törelväxtart som först beskrevs av Johannes Müller Argoviensis, och fick sitt nu gällande namn av Ferdinand Albin Pax och Käthe Hoffmann. Alchornea occidentalis ingår i släktet Alchornea och familjen törelväxter. Inga underarter finns listade i Catalogue of Life.